# Labadessa
Labadessa, pseudonimo di Mattia Labadessa (Napoli, 1993), è un fumettista italiano.

## Biografia
Dopo aver completato gli studi in graphic design, ha aperto nel 2016 una pagina Facebook chiamata "Labadessa" dove pubblica delle vignette con protagonista un uomo con la testa da uccello, che raccontano con ironia le ansie e i piccoli problemi della vita di tutti i giorni La pagina ottiene un immediato successo, attirando l'attenzione della casa editrice Shockdom, con cui pubblica il suo libro d'esordio Le cose così, una raccolta di vignette e strisce in parte già pubblicate online.
Nel 2017 pubblica la graphic novel Mezza fetta di limone, in cui racconta la storia di tre amici e di una loro serata tipica, mantenendo lo stesso stile dei suoi lavori precedenti e interrompendo spesso la narrazione con i pensieri del protagonista. Calata Capodichino, del 2018, contiene invece un racconto lungo inframmezzato da vignette. Il successivo Bernardo Cavallino segna il suo passaggio da Shockdom a Feltrinelli, e per la prima volta è interamente pubblicato in bianco e nero distaccandosi nettamente dalla grafica dei libri precedenti. Con Piccolo!, pubblicato nel 2020 e composto da tre racconti legati fra loro, Labadessa torna nuovamente al suo stile grafico classico.
Dopo la pubblicazione di quest'ultimo libro l'autore entra in crisi creativa e personale sospendendo le pubblicazioni per quattro anni, e tornando nel 2024 con Maledetto Poeta in cui per la prima volta si cimenta anche con la poesia.

## Opere

### Volumi
- Le cose così, Shockdom, 2016, ISBN 9788893360234.
- Mezza fetta di limone, Shockdom, 2017, ISBN 9788893360746.
- Calata Capodichino, Shockdom, 2018, ISBN 9788893361033.
- Bernardo Cavallino, Feltrinelli Comics, 2019, ISBN 9788807550195.
- Piccolo!, Feltrinelli Comics, 2020, ISBN 9788807550492.
- Maledetto poeta, Feltrinelli Comics, 2024, ISBN 9788807550898.